# عبدالرئوف فکری سلجوقی
عبدالرئوف فکری سلجوقی (۱۲۸۸–۱۳۴۷) شاعر، نویسنده، هنرمند و مورخ اهل افغانستان بود. بهزاد سلجوقی فرزند اوست.

## زندگی
او سالها عضو انجمن ادبی هرات و مدیر این انجمن بود. همچنین مدیر مجلهٔ هرات و عضو انجمن تاریخ بود. او نسخه‌شناسی برجسته بود و کتابخانهٔ نسخه‌های خطی را در کابل پایه‌گذاری کرد. از جمله آثار او می‌توان به تاریخ هرات باستان و رسالهٔ خیابان اشاره کرد. همچنین دیوان شعری دارد و چاپ و تصحیح دیوان آصفی هروی و بنایی هروی و همچنین رسالهٔ مزارات هرات نیز از آثار اوست.